# Autoroute A 86

Die Autobahnen (orange) und die A 86 sowie der Boulevard périphérique (schwarz gezeichnet)

Die Autoroute A 86, auch als super-périphérique oder Périphérique de l’Île-de-France bezeichnet, ist eine Ringautobahn um Paris. Der Ringschluss wurde im Januar 2011 vollzogen.
Die Autobahn verläuft in einem Abstand zwischen 8 km und 16 km vom Zentralpunkt Notre Dame um Paris herum. Sie bildet dabei den zweiten Ring zwischen der inneren Ringautobahn Boulevard Périphérique und der geplanten äußeren Ringautobahn Francilienne am Rande der Île-de-France.

## Geschichte
Die Planung der Stadtautobahn um Paris erfolgte zwischen 1960 und 1965 im Rahmen des Projektes PADOGG („Plan d’aménagement et d’organisation générale de l’agglomération parisienne“). Die damaligen Planungen zur A 86 stießen jedoch auf Widerstand bei den Anliegern, die zu möglichen Emissionen von Lärm und Abgasen zahlreiche Einsprüche einlegten. Die Bauarbeiten begannen dann 1968 auf Teilabschnitten, die zur Nationalstraße 186 gehörten. Zur Zeit der Ölkrise wurde der Bau jedoch wieder eingestellt.
Erst später wurde die Schließung zu einem Autobahnring wieder vorangetrieben. Bis 1994 führte die A 86 auf Teilstücken von insgesamt 50 km Länge von Nanterre nach La Courneuve, von Bondy nach Thiais sowie von Antony nach Versailles. Verbindungsstücke gab es im Val-de-Marne (zum Beispiel der Tunnel von Chevilly-Larue), im Département Hauts-de-Seine zwischen Nanterre und Rueil-Malmaison sowie zwischen Seine-Saint-Denis und Bobigny. Bis 2000 verlängerte sich die Autobahnstrecke auf 64 km Länge und mit der Öffnung der Verbindung Rueil-Malmaison zur A 13 zu Ende Juni 2009 wuchs die Autobahnstrecke auf 69 km. Es verblieb das Stück zwischen der A 13 und Pont-Colbert (Jouy-en-Josas). Ursprünglich avisiert für eine (teilweise) Öffnung im Jahre 2010, zog sich der Abschluss der Bauarbeiten bis 2011.
Da die A 86 schon länger im Berufsverkehr staugeplagt ist, wird der Ausbau des dritten Autobahnringes Francilienne vorangetrieben.

## Besonderheiten
Der Westteil von Rueil-Malmaison zur A 13 ist als mautpflichtiger Tunnel „Duplex A86“ ausgeführt. Seit Ende Juni 2008 ist der 4,7 km lange PKW-Tunnel geöffnet, bei dem in einer Röhre die Richtungsfahrbahnen auf zwei Ebenen übereinander geführt werden. Jede Tunnelstrecke ist mit einer Höhe von 2,55 m und zwei Fahrspuren plus Pannenstreifen ausgeführt worden – nur PKW mit einer Bauhöhe von maximal zwei Metern sind zugelassen, LKW und Motorräder dürfen den Tunnel nicht benutzen. Später soll der PKW-Tunnel von der A 13 bis Pont-Colbert auf dann insgesamt 10 km verlängert werden. Der mit einem intelligenten Unfallwarnsystem und einer automatischen Feuerlöschanlage ausgestattete Tunnel gilt als einer der sichersten der Welt. Er verkürzt die Reisezeit von 45 auf zehn Minuten und ist die einzige Mautstrecke der A 86 – eine großräumige Umfahrung ist über die westlicher gelegene A 14, A 12 und N 12 möglich. Die Maut für den kompletten Abschnitt hängt von der Uhrzeit ab und liegt zwischen 1,50 (0 bis 6 Uhr) und 12,70 Euro (Stand 2018).
Ein zweiter Tunnel für LKW und andere Fahrzeuge wird Rueil-Malmaison direkt (ohne Ausfahrt an der A 13) über 7,5 km mit der A 12 weiter westlich verbinden, von der man über die N 12 wieder zum Südteil der A 86 fahren kann. Weitere Tunnel befinden sich bei Bobigny und bei Antony. Für letzteren musste ein unterirdisches Aquädukt zerstört werden, das für Caterina de’ Medici im Jahre 1610 errichtet wurde – eine Informationstafel am Südende weist die Autofahrer darauf hin.
Im Ostteil verläuft die Strecke der A 86 auf einem Teilstück zwischen Nogent-sur-Marne und Joinville-le-Pont gemeinsam mit der A 4. Da in diesem gemeinsamen Abschnitt nur vier Fahrstreifen je Richtung zur Verfügung standen (die A 4 mündet mit drei Richtungsfahrbahnen ein, die A 86 mit zwei Richtungsfahrbahnen), entwickelte sich dieser „Flaschenhals“ zu einem Staupunkt. Bis 2005 wurde je ein weiterer Fahrstreifen hinzugefügt, die jedoch nur bedarfsweise freigegeben werden, zudem gibt es Pläne, den Ausbaustandard des gemeinsamen Abschnitts dauerhaft zu erhöhen.

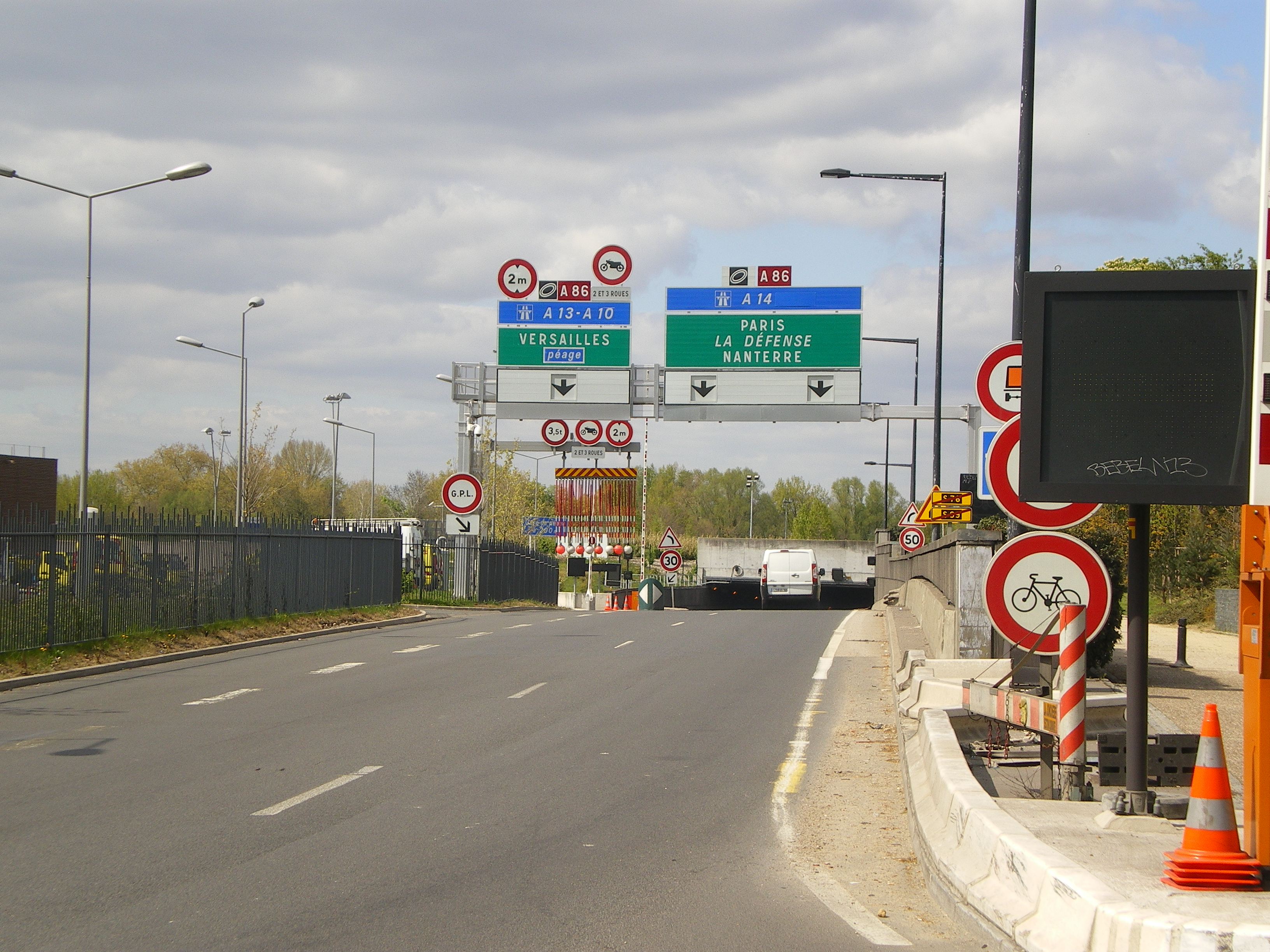
Abzweig in den Duplex-Tunnel in Rueil-Malmaison
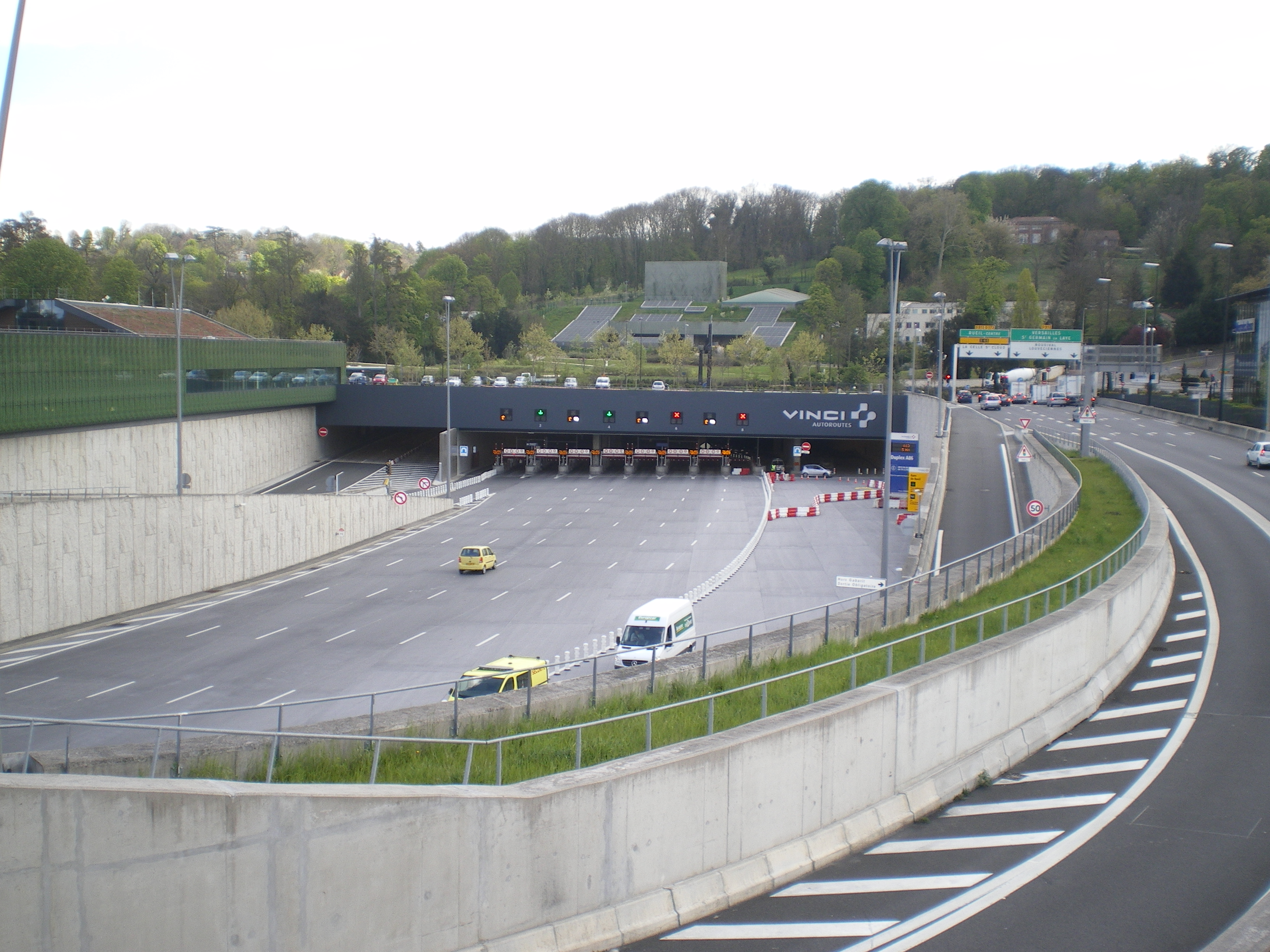
Tunnelmund und Mautstelle in Rueil-Malmaison
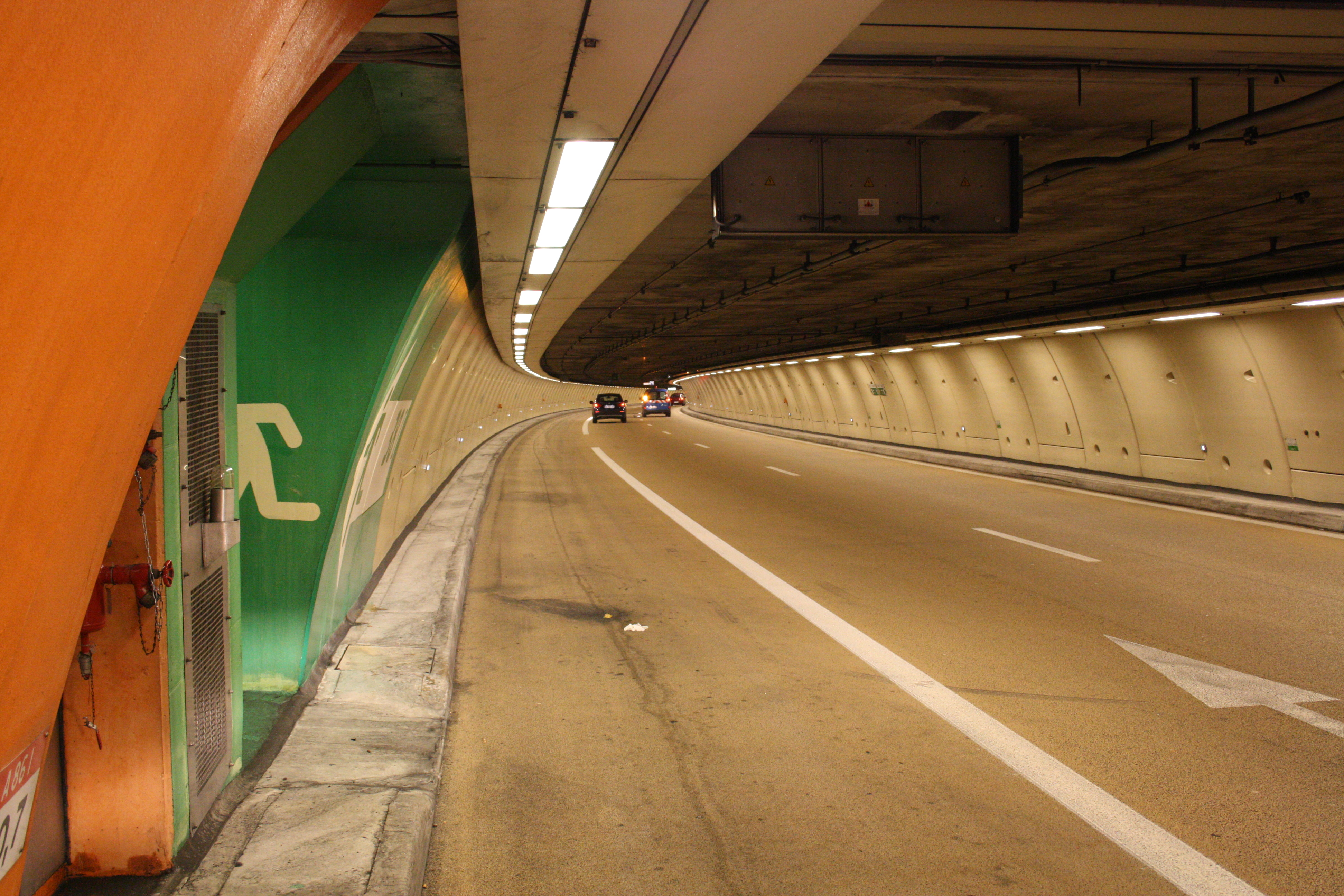
Duplex-Tunnel